# USS Stockton (DD-646)
Эскадренный миноносец «Стоктон» (англ. USS Stockton (DD-646)) — американский эсминец типа Gleaves.
Заложен на верфи Federal Shipbuilding, Kearny, Кирни 24 июля 1942 года. Спущен 11 ноября 1942 года, вступил в строй 11 января 1943 года.
Выведен в резерв 15 мая 1946 года. Из ВМС США исключён 1 июля 1971 года.
Продан 25 мая 1973 года фирме «Southern Scrap Material Co. LTD.» в Новый Орлеан и разобран на слом.